# Battalions of Fear (demo)
Battalions of Fear – demo zespołu Lucifer's Heritage. Zespół dwa lata później, już pod nazwą Blind Guardian nagrał swój pierwszy oficjalny album, także noszący nazwę Battalions of Fear.

## Lista utworów
1. "Majesty"
2. "Trial By Archon"
3. "Battalions Of Fear"
4. "Gandalf's Rebirth"
5. "Run For The Night"

## Skład zespołu
- Hansi Kürsch – wokal, bas
- André Olbrich – gitara
- Christoph Theissen – gitara
- Hans-Peter Frey – perkusja